# Jean Mazuel (Sohn)
Jean Mazuel = Jean Mazuel (Sohn) (* 1594 in Paris; † 1633 ebenda) war ein französischer Violinist aus der Musikerdynastie Mazuel.  Sein Vater war Jean Mazuel (Vater), sein Bruder Pierre Mazuel.

## Leben und Werk
Jean Mazuel gründete 1610 eine Vereinigung von Orchestermusikern, der er bis zu seinem Tode angehörte.
1620 ist er als Mitglied der „32 violons de la ville de Paris“ nachgewiesen. Nach seinem Tode verkaufte seine Witwe die Stelle als „violon du roi“ an Jacques Favier (1605–1691).